# Makrocella

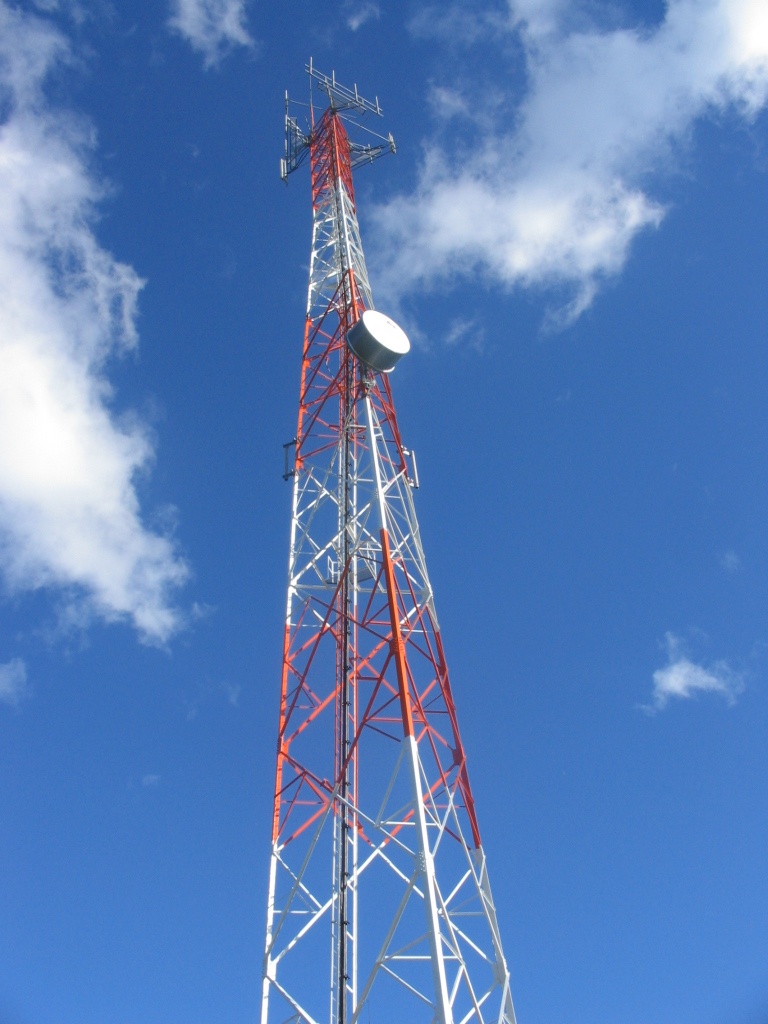
GSM-antenna

A távközlésben a makrocella (a görög makros, távoli és a cella szó összetételéből) olyan mobilhálózati bázisállomás, ami egy mikrocellánál nagyobb lefedettséget (2–35 km) képes létrehozni. Magát a bázisállomás által ellátott területet is nevezik makrocellának.
A makrocellák antennái a föld szintjére telepített tornyokon, kéményeken és más magas építményeken találhatók, ahonnan a környező területek jól beláthatók. A makrocella-bázisállomások teljesítménye általában néhányszor tíz watt körül van.
A makrocellák tipikusan autópályák mellett, külvárosi környezetben vagy vidéken fordulnak elő. A gyorsan mozgó járműre telepített mobiltelefóniás eszközöknek célszerű a makrocellára csatlakozniuk, mert a mikrocellák vagy kisebb cellák között túl gyakran lenne szükség handoverre.
A sűrűbben lakott, városias területeken kisebb cellaméretek fordulnak elő: a mikrocella hatósugara két kilométernél kevesebb, a pikocella 200 méter alatt van, a femtocella pedig 10 méteres nagyságrendű, bár az AT&T a 10 méter körüli hatósugárral rendelkező termékét is „microcell” néven hirdeti.

## Fordítás
- Ez a szócikk részben vagy egészben a Macrocell című angol Wikipédia-szócikk ezen változatának fordításán alapul.  Az eredeti cikk szerkesztőit annak laptörténete sorolja fel. Ez a jelzés csupán a megfogalmazás eredetét és a szerzői jogokat jelzi, nem szolgál a cikkben szereplő információk forrásmegjelöléseként.

## Külső hivatkozások
- Basic Telecommunications Jargon